# Uduba lamba
Uduba lamba is een spinnensoort uit de familie Udubidae. De soort komt voor in Madagaskar.